# Emma (voornaam)
Emma is een meisjesnaam. De naam is ontstaan uit het Germaanse woord ermena, wat "groot", "geweldig" betekende. Oorspronkelijk was dat woord de bijnaam van de god van een Germaanse stam, de Herminonen. Emma is een veelgebruikte naam en staat in de top 3 van Nederlandse meisjesnamen.

## Bekende naamdraagsters

### Koninklijke Familie
- Emma van Waldeck-Pyrmont (ook wel: Koningin Emma, Regentes Emma)
- Irene Emma Elisabeth van Oranje-Nassau, oftewel Irene van Lippe-Biesterfeld
- Juliana Louise Emma Marie Wilhelmina van Oranje-Nassau, oftewel Juliana der Nederlanden
- Emma Luana Ninette Sophie gravin van Oranje-Nassau, jonkvrouw van Amsberg, oftewel gravin Luana, dochter van prins Friso en Mabel Wisse Smit
- Emma van Vollenhoven, dochter van prins Pieter-Christiaan en prinses Anita

### Bekende personen met de naam Emma
- Emma (zalige)
- Emma van Anhalt-Bernburg-Schaumburg-Hoym, Duitse prinses
- Emma van Normandië
- Emma van Reuss oudere linie
- Emma, een dochter van Hendrik I van Frankrijk
- Emma, de vroegere naam van Marianna der Nederlanden
- Emma, Engels Eurovisie-artieste in 1990
- Emma Bale, Vlaamse zangeres
- Emma Bonino, Europees Commissaris
- Emma Brosy, de moeder van Rudolf Escher
- Emma Brunt
- Emma Bunton, Brits zangeres
- Emma Carney, Australisch triatlete en duatlete
- Emma Caulfield
- Emma de Caunes, Frans actrice
- Emma Centennia Hulbert, echtgenote van Edgar Rice Burroughs
- Emma Chambers
- Emma Curvers, Nederlandse schrijfster en columniste
- Emma Donoghue, Iers schrijfster, woonachtig in Canada
- Emma Engstrand, Zweeds oriëntatieloopster
- Emma Ferguson, Brits actrice
- Emma Fielding, Brits actrice
- Emma Gifford, echtgenote van Thomas Hardy
- Emma Goldman, Amerikaans anarchist en feminist
- Emma Green, Zweeds hoogspringster
- Lady Emma Hamilton, minnares van admiraal Horatio Nelson
- Emma Igelström, Zweeds zwemster
- Emma Jean Hawes, bridgespeelster
- Emma Johnson, Brits klarinettiste
- Emma Johnson, Australisch zwemster
- Emma Kok, Nederlands zangeres
- Emma Lambotte, de koopster van De oestereters van James Ensor
- Emma Lanford, zangeres op Horny van Mousse T
- Emma Lazarus, dichter
- Emma Lohmeyer, echtgenote van Walther Nernst
- Emma Meesseman, Belgische basketbalspeelster
- Emma Owens, de moeder van Jesse Owens
- Emma Parker, de moeder van Bonnie Parker
- Emma Pollmer, echtgenote van Karl May
- Emma Pollock, artieste op het 4AD-platenlabel
- Emma Restall Orr, Brits schrijfster
- Emma Roberts, Amerikaans actrice
- Emma Robinson, Iers zwemster
- Emma Rooke, echtgenote van koning Kamehameha IV van Hawaï
- Emma Samms, actrice uit Dynasty
- Emma Shapplin, Franse sopraan met een eigen stijl die klassiek en pop door elkaar gebruikt
- Emma Snowsill, Australisch triatlete
- Emma Sophia Hartmann, echtgenote van Niels Gade, een dochter van componist Johan Peter Emilius Hartmann en een zuster van componist Emil Hartmann
- Emma Sofia Mathilda Zetterberg, de moeder van Manne Siegbahn
- Emma Stone, Amerikaans actrice
- Emma Thompson, Brits actrice en scriptschrijfster
- Emma Tillman, 4 dagen de oudste mens ter wereld
- Emma Van Den Steen, echtgenote van Cyriel De Pril, eigenaar van Molen Ter Rijst
- Emma Verona Johnston
- Emma Watson, Brits actrice
- Emma Wightwick, echtgenote van George du Maurier
- Emma Winterbourne, Engels zangeres
- Emma Wortelboer, presentatrice, influencer
- Augusta Emma d’Este, later Lady Turo, dochter van August Frederik, hertog van Sussex
- Maria Emma Thoma, echtgenote van Heimito von Doderer

### Film- en televisierollen
- een rol van Sarah Brightman in de film Song and dance
- een rol van Jasperina de Jong in de televisieserie Wilhelmina
- de film Emma (1996) naar het leven van Emma Woodhouse met Gwyneth Paltrow in de hoofdrol
- de film Alex & Emma (2003) met Sophie Marceau in de rol Polina Delacroix
- de rol Emma Peel, gespeeld door Diana Rigg in de televisieserie De Wrekers
- de rol Emma Duvall, gespeeld door Liv Tyler in de film Cookie's fortune
- de rol Emma Donders, gespeeld door Diane de Ghouy in de televisieserie Midas
- de rol Emma, de dochter van Rachel Green en Dr. Ross Geller in Friends - aflevering 2 uit het 9e seizoen heet The One Where Emma Cries
- de rol Emma Snyder, gespeeld door Kathleen Widdoes in As the World Turns
- de rol Emma, gespeeld door Ann Petersen in Kapitein Zeppos
- de rol Emma Driessen in Goede tijden, slechte tijden (1991-'92), gespeeld door Helen Suyderhoud
- de rol Emma 'Thuis seriereeks'

### Locaties
Verschillende locaties zijn naar een Emma vernoemd. 
- Staatsmijn Emma
- het Emmapark in Brunssum
- het Emmaplein in Amsterdam
- het Emmaplein in Groningen
- het Emmaplein in Heerlen
- Emmapiramide bij Velp (Gelderland)
- de Sint-Emmakerk in Kozje (Slovenië)
- voormalig Emma Kinderziekenhuis in Amsterdam: zie AMC
- Emmadorp in Oost Zeeuws-Vlaanderen
- Koningin Emmapolder in Oost Zeeuws-Vlaanderen
- Emma T. Booker Elementary School, de school in Florida waar George Bush jr. was op het moment van de aanslagen op 11 september 2001
- Dona Emma, een gemeente in de Microregio Rio do Sul in de Braziliaanse deelstaat Santa Carina
- Emma Page, een juwelen-bedrijf

### Kunst en cultuur
- de hit Emma uit 1974 van Hot Chocolate, later gecoverd door The Sisters of Mercy
- Emma, een lied van Philippe Robrecht
- Emma dilemma, een lied van André van den Heuvel en later Paul de Leeuw
- Tante Emma, een lied van het Cocktail Trio en later Wim De Craene
- Emma di Resburgo, een opera uit 1819 van Giacomo Meyerbeer
- Emma und Eginhard, een opera van Georg Philipp Telemann
- Emma, een roman van Jane Austen
- Eten met Emma, een roman van Herman Koch
- Dear Emma, sweet Bobe, een film van István Szabó met Johanna ter Steege
- Emma, Belgische dramaserie